# Klingenthal (stacja kolejowa)
Klingenthal (niem: Bahnhof Klingenthal) – stacja kolejowa (obecnie przystanek osobowy) w Klingenthal, w kraju związkowym Saksonia, w Niemczech. Znaczenie stacji było większe do 1946 roku, kiedy była stacją graniczną w latach 1916-64, jako punkt wyjścia dla kolejki wąskotorowej Klingenthal – Sachsenberg-Georgenthal.

## Historia
Klingenthal otrzymało połączenie kolejowe wraz z otwarciem 24 grudnia 1875 linii Zwotental – Klingenthal, zbudowanej przez Chemnitz-Aue-Adorfer Eisenbahn-Gesellschaft. Mimo że była stacją graniczną do Buštěhradská dráha (BEB), na linii do Sokolova z otwarciem planowanym na 1 czerwca 1876. Plany te jednak zmieniono ze względu na trudności z powstaniem wspólnego dworca granicznego. Ostatecznie budynek został rozbudowany jako stacja graniczna w 1882 roku.
Dopiero 5 maja 1884 zamknięto umowy w sprawie lokalizacji stacji granicznej. Koszty budowy stacji zostały wykonane proporcjonalnie do wciąż brakujących siedmiu kilometrów między Kraslicami i Klingenthal. Po stronie saksońskiej zbudowano jedynie około 800 metrów torów zbudowanych przez Königlich Sächsische Staatseisenbahnen. Prace budowlane na dworcu kolejowym rozpoczęły się 11 kwietnia 1885 roku, a nowa stacja została otwarta w dniu 1 października 1886 wraz z nowo wybudowanym torem. 
Po otwarciu linii transgranicznej ruch znacznie wzrósł, więc w 1892 rozbudowano układ torowy i powstał nowy peron.
W 1916 roku otwarto Kolej wąskotorową Klingenthal – Sachsenberg-Georgenthal. Wówczas stacja Klingenthal uzyskała największy rozwój.
Nawet po nacjonalizacji B.E.B. w 1923 i podziału na Deutsche Reichsbahn i Československé státní dráhy ruch kolejowy był utrzymywany. W latach okupacji niemieckiej straciła znaczenia jako stacja graniczna, ale po II wojnie światowej znowu otrzymała ten status. Kursy transgraniczne jednak nie przetrwały długo, gdyż Československé státní dráhy wstrzymały ruch pociągów do Niemiec.
Kolej wąskotorowa przetrwała do roku 1976, kiedy to rozebrano tory na wschodnim krańcu dworca.
Od maja 2000 roku, ruch transgraniczny jest wykonywana ponownie przez Vogtlandbahn. Tymczasowy most zbudowany nad B 283 został zastąpiony nowym obiektem.
Po wielu latach zamknięcia, budynek dworca został rozebrany we wrześniu 2011 r. Od 2008 roku był własnością miasta Klingenthal.

## Linie kolejowe
- Klingenthal – Sachsenberg-Georgenthal
- 145 Sokolov – Klingenthal
- Zwotental – Klingenthal